# Alopochelidon
Alopochelidon is een monotypisch geslacht van zangvogels uit de familie Hirundinidae (zwaluwen).

## Soorten
De enige soort in dit geslacht:
- Alopochelidon fucata  – Bruinkopzwaluw